# István Gaál
István Gaál (25 d'agost de 1933 – 25 de setembre de 2007) va ser un director de cinema, productor de cinema i guionista hongarès. Va dirigir 27 pel·lícules entre 1956 i 1996.

## Filmografia seleccionada
- Els falcons (1970)
- Cserepek (1980)